# Volksfront zur Befreiung Palästinas – Generalkommando

Logo der Volksfront zur Befreiung Palästinas – Generalkommando

Die Volksfront zur Befreiung Palästinas – Generalkommando oder Generalkommando der Volksfront zur Befreiung Palästinas (arabisch الجبهة الشعبية لتحرير فلسطين – القيادة العامة, englisch Popular Front for the Liberation of Palestine – General Command, PFLP-GC) ist eine palästinensisch-nationalistische Untergrundorganisation, die für einen unabhängigen Staat Palästina kämpft. Sie wird von den USA, Kanada, der Europäischen Union und Israel als terroristisch eingestuft.

## Geschichte

### Gründung
Die PFLP-GC sagte sich im Jahre 1968 auf Druck des syrischen Regimes unter der Führung von Ahmad Dschibril, einem ehemaligen Offizier der Streitkräfte Syriens, von der Volksfront zur Befreiung Palästinas (PFLP) los. Sie lehnt Verhandlungen mit Israel ab und legt den Schwerpunkt auf den bewaffneten Kampf. Die PFLP-GC wird von Syrien unterstützt, an dessen Seite sie auch im libanesischen Bürgerkrieg agierte. Als einzige palästinensische Organisation darf sie in Syrien ihre militärischen Stellungen und Waffen behalten. Ihr Hauptquartier befindet sich in Damaskus. Sie unternahm mehrere Selbstmordanschläge und Bombenattentate, darunter mutmaßlich der Anschlag auf den Swissair-Flug 330 am  21. Februar 1970 mit 47 Todesopfern. Sie ist mit Kämpfern im Libanon, Gazastreifen und dem Westjordanland präsent. Bis zur Suspendierung im Jahr 1984 war sie Mitglied der PLO.

### Bewaffnete Aktionen gegen Israel
Die PFLP-GC ist sowohl für militärische als auch für terroristische Aktionen gegen israelische Ziele innerhalb und außerhalb des israelischen Staatsgebiets verantwortlich. 1972 lehnte die Gruppe eine Übereinkunft zwischen mehreren palästinensischen Guerillaorganisationen und der libanesischen Regierung ab, den Libanon nicht länger als Ausgangspunkt für Angriffe auf Israel zu nutzen. Damals umfasste die PFLP-GC rund 300 Kämpfer, davon rund ein Drittel im Libanon und die Übrigen in Syrien und Kuwait. 1974 drang ein aus einem Palästinenser, einem Syrer und einem Iraker bestehendes Fedajin-Kommando der PFLP-GC in die nordisraelische Kleinstadt Kirjat Schmona ein und tötete dort zwei Soldaten und 16 Zivilisten. Die Terroristen starben, als während eines Feuergefechts mit israelischen Sicherheitskräften ihre vermutlich selbst gezündeten Sprengladungen explodierten. Die israelische Ministerpräsidentin Golda Meir erklärte aus Anlass des Massakers noch am selben Tag ihren Rücktritt. Bei einem Gegenschlag auf libanesische Ortschaften töteten israelische Militärs zwei Tage später zwei Zivilisten und nahmen 13 Personen als Geiseln.
Während der israelischen Besatzung Südlibanons (1982–2000) kam es wiederholt zu bewaffneten Auseinandersetzungen zwischen den israelischen Streitkräften und der PFLP-GC, bei denen sowohl israelische Soldaten als vor allem auch Kämpfer der PFLP-GC im Libanon zu Tode kamen, dem damals hauptsächlichen Operationsgebiet der Organisation. Einer der spektakulärsten Erfolge der militärisch für Israel relativ wenig bedrohlichen Gruppe war der 1985 erreichte Gefangenenaustausch, als drei 1982 von der PFLP-GC im Libanon entführte israelische Soldaten gegen 1150 in israelischen Gefängnissen inhaftierte Straftäter freikamen – darunter der japanische Terrorist Kōzō Okamoto und der Hamas-Führer Ahmed Jassin. 1987 drangen zwei Kämpfer der PFLP-GC mit Ultraleichtflugzeugen aus dem Libanon nach Israel ein, wo einer der beiden auf eine Militärbasis gelangte und dort sechs Soldaten tötete und acht weitere verletzte, bevor er selbst erschossen wurde.
Wiederholt wurde die PFLP-GC von israelischen Militärangriffen überrascht: 2003 beschoss Israel als Vergeltungsmaßnahme für ein zuvor von Kämpfern der Gruppe Islamischer Dschihad in Palästina verübtes Attentat in Haifa eine ehemals von der PFLP-GC nördlich von Damaskus genutzte Militärbasis. 2013 wurde ein südlich von Beirut gelegener Stützpunkt der PFLP-GC von Israel beschossen, nachdem eine andere Guerillaorganisation Raketen über die libanesisch-israelische Grenze abgefeuert hatte.

### Aktivitäten in Syrien
Im Juni 2011 verübte die PFLP-GC im Flüchtlingslager Jarmuk ein Massaker. Vertreter der Regierung unter Baschar al-Assad hatten palästinensische Jugendliche aufgefordert, am Grenzzaun zu den von Israel besetzten Golan-Höhen zu demonstrieren. Auf Versuche, den Zaun zu erstürmen, reagierte das israelische Militär mit Schüssen, woraufhin 23 Jugendliche starben. An der Beerdigung nahmen 30.000 Menschen teil, von denen viele ihre Wut auf die PFLP-GC richteten, die eng mit der Regierung verbunden war. Einen Protestmarsch auf das Hauptquartier der PFLP-GC beantworteten Wachposten mit Schüssen in die Menge, wobei ein 14-Jähriger getötet wurde. Die aufgebrachte Menschenmenge stürmte wenig später das Gebäude und setzte es in Brand. Dschibril musste sich von der syrischen Armee retten lassen.
Während des Bürgerkriegs in Syrien eroberten syrische Rebellen am 18. Dezember 2012 das Flüchtlingslager Jarmuk. Während der mehrtägigen Gefechte liefen einige Kämpfer der PFLP-GC zu den Rebellen über. Ahmad Dschibril floh am 16. Dezember aus dem Flüchtlingslager. Die verbliebenen PFLP-GC-Kämpfer zogen sich nach Norden zu den syrischen Regierungstruppen zurück. Das Verhalten der PFLP-GC bei den Kämpfen in Jarmuk stieß bei anderen linken Palästinenserorganisationen auf heftige Kritik, die auf deren geringe Größe hinwiesen. 2015 hielten mehrere hundert Kämpfer der PFLP-GC das nördliche Drittel Jarmuks und blockierten so den Vormarsch des IS und der Nusra-Front auf die zentralen Stadtviertel von Damaskus.

## Ideologie
Oberstes Ziel der PFLP-GC ist die Zerstörung des Staates Israel, dessen Existenzrecht sie nicht anerkennt und stattdessen einen unabhängigen Staat in ganz Palästina propagiert, in dem alle Religionen nebeneinander leben sollen. Daher lehnt das Generalkommando jegliche politische Lösung, die die Anerkennung des Staates Israels bedeuten würde, ab und propagiert stattdessen die zentrale Bedeutung des bewaffneten Kampfes.
Trotz der engen Verbindung mit dem syrischen Baath-Regime liegen die ideologischen Wurzeln der PFLP-GC nach Angaben des ehemaligen Sprechers der Organisation Fadil Shuru im Grünen Buch Muammar al-Gaddafis. Weiterhin wird Shuru folgendermaßen zitiert: „Wir sind unserer Ideologie nach Marxisten und streben gleichzeitig die arabische Einheit an, weil die Befreiung unserer Heimat die arabische Einheit erfordert“.
Damit ist die Ideologie der PFLP-GC ein Konglomerat aus panarabischen, sozialistischen und nationalistischen Inhalten und Phrasen, wobei sich das Generalkommando durch eine ideologische Flexibilität auszeichnet und der politischen Theorie eine untergeordnete Rolle zuschreiben.
Seit den 1990er Jahren haben sich die Beziehungen der PFLP-GC zu verschiedenen islamistischen Staaten wie dem Iran und islamistischen Gruppen wie der Hamas oder der Hisbollah vertieft. Im Jahr 1996 nahm Dschibril an einer Konferenz von Islamisten teil und 1985 sorgte die PFLP-GC im Rahmen eines Gefangenenaustauschs mit Israel für die Freilassung des geistlichen Führers der Hamas Ahmad Jassin.